# Het zwaard, de ring & de bokaal
Het zwaard, de ring & de bokaal is een serie van drie boeken die is geschreven door de Amerikaanse schrijfster Deborah Chester. Het speelt zich af in de fantasielanden Mandria en Neder. In Het zwaard voornamelijk in Mandria, in de ring compleet in Mandria en in de bokaal begint het in Mandira en later in Neder. De drie boeken, met de oorspronkelijke titel The Sword, The Ring and The Chalice verschenen in 2000 en 2001.

## Het verhaal

### Het Zwaard
Het begint als koning Tobeszidian wordt verdreven uit zijn eigen land door zijn halfbroer prins Muncel. Tobeszidian redt zijn kinderen prins Faldain en prinses Thiatereika uit zijn paleis en vlucht weg op een duisteros (een non-wezen). Onderweg neemt hij de bokaal mee die Muncel had meegenomen. Hij brengt zijn kinderen bij een dwergsmid genaamd Jorb en gaat weg om een leger te zoeken en aan te voeren maar hij maakt een fout en komt gevangen te zitten de schemerwereld.
Er is een tijdsprong van vijftien jaar waarin Jorb besluit de namen van prins Faldain en prinses Thiatereika af te korten tot Dain en Thia. Ze weten niet wie ze werkelijk zijn.
In een dwergenoorlog wordt Jorb vermoord en vluchten Dain en Thia het bos in. Thia wordt geraakt door een pijl en overleeft het niet. Dan wordt Dain aangevallen door een groep jagers die hem in het nauw drijven. Als ze hem hebben gevangen en in elkaar slaan komt er een man die de jagers halt toeroept. Deze man is burchtheer Odfrey. Het blijkt dat de aanvoerder van de jagers de kroonprins van het land is. Dain vlucht naar een fort waar hij een tijd als zwerver leeft. Dan besluit de burchtheer Odfrey dat hij als leerling-soldaat aan het fort mag blijven.
Op een dag besluit Dain dat hij met de smid van het dorp mee gaat om magisch ijzer te kopen, dit ijzer wil de smid gebruiken om een magisch zwaard te maken. Dit is enkele dagen reizen van het fort vandaan. Terwijl ze weg zijn, wordt het fort aangevallen door non-wezens (levensgevaarlijke in het echt niet bestaande wezens). Als ze terugkomen wordt Dain ervan beschuldigd dat hij de non-wezens op het fort af heeft gestuurd. Tijdens zijn rechtszaak wordt kroonprins Gavril aangevallen door een non-wezen dat zich als mens had vermomd. Dain weet Gavril te redden maar raakt daar zelf zwaargewond bij. Als hij weken later bij bewustzijn is vraagt burchtheer Odfrey Dain of hij zijn pleegzoon wil zijn, dit wil Dain wel.

### De Ring
Het begint vrolijk, Dain gaat samen met Odfrey zijn nog niet officiële vader, Gavril en een klein leger en een hoop bedienden op weg naar het kasteel van de koning van Mandria om te kijken hoe de ridders van fort Dorst meedoen aan het toernooi. Onderweg worden ze aangevallen door non-wezens, Odfrey wordt gedood samen met een hele boel ridders. Na het gevecht besluiten ze dat Dain verder moet naar het kasteel van de koning samen met twee ridders en dat de rest teruggaat naar het fort om Odfrey te begraven. De andere doden worden ter plekke begraven.
Onderweg naar het kasteel van de koning van Mandria komen Dain, Sulein (een magiër), Heer Terent en Heer Polquin Hertog Clune tegen die net daarvoor is overvallen door rovers. Ze delen hun kamp met ze en reizen samen verder.
Als ze aankomen in het dorp dat bij het kasteel van de koning ligt, blijkt dat de koning Dain niet wil ontvangen, omdat hij het te druk heeft met het aankomende toernooi. Dain besluit te wachten tot na het toernooi, maar dan besluit de koning om zo snel mogelijk na het toernooi een jacht vakantie te houden. Dain besluit om mee te doen aan het toernooi en regelrecht naar de koning te rijden om te vertellen dat Odfrey dood is en te vragen of hij de adoptie alsnog goed wil keuren. De koning keurt het goed en nodigt hem uit om mee te eten aan het feestelijk banket die avond, ook besluit hij dat hij Dain persoonlijk tot ridder zal slaan diezelfde avond.
Als Dain zijn gelofte opzegt, zegt hij op een wonderbaarlijke manier een oude gelofte. De oude gelofte houdt in dat je enkel vriendschap sluit en de geen die hij eigenlijk hoort te zeggen houdt in dat je eeuwige trouw zult zijn aan de koning. De koning besluit hem een aantal proeven te laten doen die niet iedereen hoeft te doen die ridder wil worden. Dan besluit de koning Dain mee te nemen met jagen.
De koning vertelt Dain tijdens het jagen dat hij eigenlijk Faldain heet en ongekroonde koning van Neder is. Hij zegt dat hij hem gelijk herkende toen hij voor hem stond op het toernooi veld en dat hij het zeker wist nadat Dain de oude gelofte had op gezegd, ook de proeven hadden dit uitgewezen. Ze besluiten (nog) niet bekend te maken wie hij werkelijk is.
Terug aan het kasteel kasteel van de koning van Mandria wordt Dain gewoon behandeld als de burchtheer van fort Dorst. Na een tijdje begint hij zich te vervelen van al het feesten en het hof leven en gaat flirten met vrouwe Theresa (de toekomstige vrouw van Gavril). Gavril die tot dan nog niet eens naar haar had gekeken, vindt dat niet leuk en gaat nu ook met haar flirten. Dat vindt Dain niet leuk en het loopt uit tot vechten. Dain en Gavril raken beiden gewond. Dain verliest zoveel bloed dat hij buiten bewustzijn raakt. Vrouwe Theresa krijgt gif binnen en raakt in levens bedreigende toestand.
Als Dain bijkomt blijkt dat de koning van Mandria bekendgemaakt heeft dat hij de ongekroonde koning van Neder is. Hierdoor is Dain hoger in rang dan Gavril en moet Gavril Dain zijn excuses aanbieden.
Het boek eindigt dat ze besluiten op zoek te gaan naar een geneesmiddel voor vrouwe Theresa

### De Bokaal
Tussen boek twee en boek drie zit een kleine tijdsprong.
Het verhaal gaat verder als ze al even op weg zijn. Het gaat niet goed met de samenwerking tussen Dain en Gavril. Vrouwe Theresa is heel ziek en moet door een soort magie in leven worden gehouden. De rit in een koets in een vochtige omgeving is heel slecht voor haar. Dain wil dat ze naar fort Dorst gaan om daar bij te komen, maar Gavril wil daar niks van horen.
Uiteindelijk weet Dain Gavril over te halen om toch naar fort Dorst te gaan. Onderweg naar het fort worden ze overvallen door rovers, daar aangekomen blijkt alles verwaarloosd te zijn. Hij wil eigenlijk boos worden maar dan komt hij erachter dat ze niet weten hoe ze zich moeten gedragen, ze hebben geen burchtheer die ze in het gareel houdt en daardoor hebben ze alles laten verslonzen om het hem naar zijn zin te maken. Dan wordt hij officieel tot burchtheer van Fort Dorst gekroond en maakt hij gebruik van het recht van koningen om twee beschermheren te hebben, namelijk heer Terent en heer Polquin.
Gavril denkt dat Dain weet waar de beroemde bokaal is, omdat Faldain erbij was dat de graal werd meegenomen door Tobeszidian. Hij onderwerpt Dain aan een gevaarlijk soort magie waarmee diens gedachten worden opengebroken. Dain weet zich toch te verzetten maar raakt geestelijk zwaargewond. Hij pakt een zwaard van godenstaal en geneest compleet. Dain kan zich herinneren hoe de omgeving van de verstopplaats van de bokaal eruitziet. Hij vlucht weg van fort Dorst en gaat alleen verder op zijn reis naar Neder.
Als Dain in Neder aankomt met twee ridders (Heer Terent en nog een) ontmoeten ze een meisje met de naam Alexeika. Zij is de dochter van een generaal van koning Tobeszidian. Die generaal is omgekomen in een veldslag tegen Muncel.
Later worden ze aangevallen door wezens die de ridders doden. Die wezens nemen Dain en Alexeika mee naar hun land, het land van de non-wezens. Dain wordt naar de leider van de non-wezens gebracht maar weet te ontsnappen. Hij vlucht samen met Alexeika op een Duisteros terug naar Neder.
Terug in Neder komen ze in een sneeuwstorm terecht, dan ziet Dain lichtinvallen zijn vader. Ze volgen de lichtinvallen die hen naar een ravijn leiden. Dain stort naar beneden en wordt gevangengenomen door verkenners van een legerkamp dat daar in de buurt ligt. Het blijken soldaten te zijn die trouw aan zijn vader en dus hem zijn. Alexeika is ook in het kamp.
Het leger trekt op naar de oude hoofdstad om die te veroveren. Als de oorlog begint gaat hij weg om de graal te zoeken (hij weet plotseling weer waar die is). Hij vindt de graal en al zijn verwondingen genezen als hij de graal aanraakt. Hij gaat terug naar de oorlog en laat vrouwe Theresa die ook in de stad is uit de graal drinken, zij geneest.
Zijn vader is in hem gekomen en helpt hem het leger aan te voeren. Hij breekt tot ver door de vijandelijke linies heen. Als hij bij Muncel aankomt verslaat en doodt hij de magiërs die Muncel beschermen. Hij doodt Muncel zelf, dan blijkt hoe hopeloos de situatie is. Het leger van Muncel en de non-wezens is veel groter dan dat van Dain.
Dan komt koning Verence van Mandria met zijn leger. Ze verslaan het leger van Muncel en de non-wezens en Dain wordt koning. Gavril is dood en vrouwe Theresa is gezond.

## Personages/wezens

### Persoonen
| Naam         | Beschrijving                                                   | Het Zwaard | De Ring | De Bokaal |
| ------------ | -------------------------------------------------------------- | ---------- | ------- | --------- |
| Dain         | Hoofdpersoon, echte naam Faldain, ongekroonde koning van Neder | Ja         | Ja      | Ja        |
| Thiatereika  | Prinses van Neder dochter van Tobeszidian zus van (Fal)dain    | Ja         | Nee     | Nee       |
| Tobeszidian  | (Oude) koning van Neder                                        | Ja         | Nee     | Nee       |
| Muncel       | Hij heeft de troon van Neder overgenomen                       | Ja         | Nee     | Ja        |
| Gavril       | Kroonprins van Mandria                                         | Ja         | Ja      | Ja        |
| Verence      | Koning van Mandria                                             | Nee        | Ja      | Ja        |
| Heer Terent  | Ridder aan fort Dorst                                          | Ja         | Ja      | Ja        |
| Heer Polquin | Ridder aan fort Dorst                                          | Ja         | Ja      | Ja        |

### Non-Wezens
Non-Wezens zijn beesten die in de echte wereld niet voorkomen en volgens het boek uit de derde dimensie komen.
| Naam              | Beschrijving                                   |
| ----------------- | ---------------------------------------------- |
| Duisteros         | Reusachtig bloeddorstig paard                  |
| Hellehond         | Bloeddorstig soort honden                      |
| Gedaantewisselaar | Wezen wat vele gedaantes kan aannemen          |
| Zielensteler      | Wezen dat de ziel van een gestorven mens opeet |